# Annunciata (Caltanissetta)

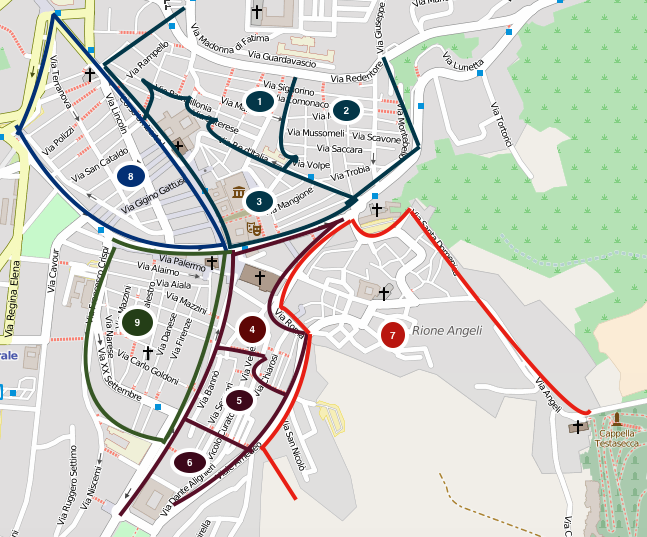
Quartieri e rioni a CL

Il quartiere dell'Annunciata o più comunemente l'Annunciata è un rione della città di Caltanissetta, costruito  ai margini dell'omonimo pianoro anticamente chiamato Nuntiata (prima piano degli ulivi), dove adesso è posta la piazza principale: Piazza Garibaldi.
Esso oggi comprende i palazzi e le architetture civili più importanti della città tra esse il Palazzo del Carmine sede del Comune, l'imponente e incompiuto Palazzo Moncada e ancora la chiesa di Sant'Agata con l'attiguo ex collegio gesuitico.
Il quartiere ha una forma triangolare ed è racchiuso da importanti vie cittadine: Corso Umberto I dalla Piazza Garibaldi fino a Via Aiello, Corso Vittorio Emanuele II dalla piazza Garibaldi fino all'angolo con Via Re d'Italia (prima Via dei Santi). Infine, tutta Via Re d'Italia, un tratto di Via Suterese e un tratto di Via Pampillonia fino a Via Aiello.
Secondo una suddivisione del 2016 effettuata dall'Ufficio tecnico del Comune di Caltanissetta, esso ha una superficie complessiva di 53 324 m2, con 1 339 residenti al 2010.

## Monumenti

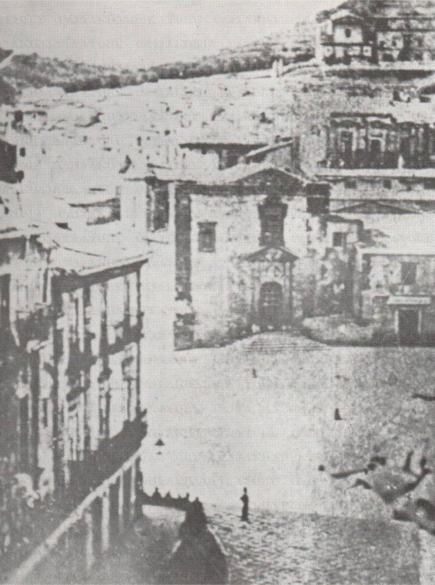
Immagine degli inizi 800 della Chiesa del Carmine e del piano della Nuntiata a CL
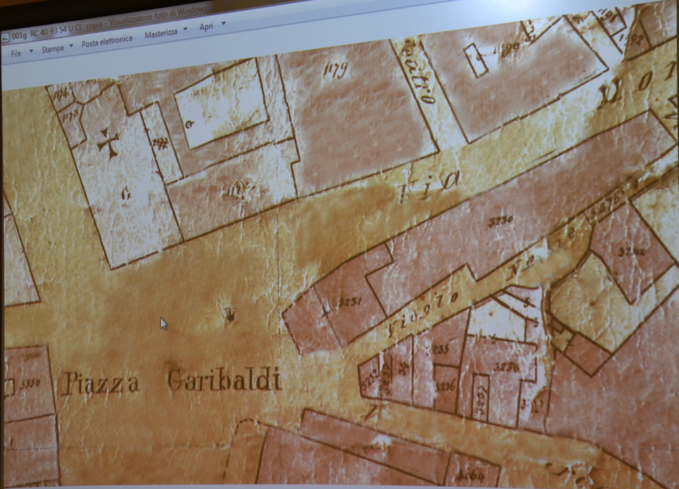
Vecchia mappa dove si vede la chiesa del Carmine e piazza Garibaldi già piano della Nuntiata
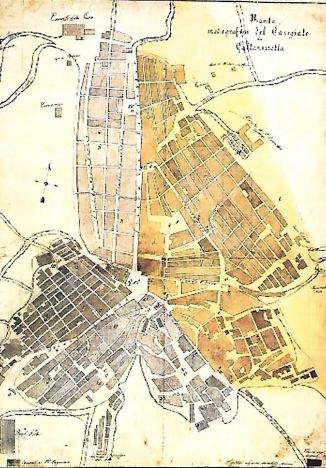
Antica mappa borbonica di Caltanissetta degli inizi 800
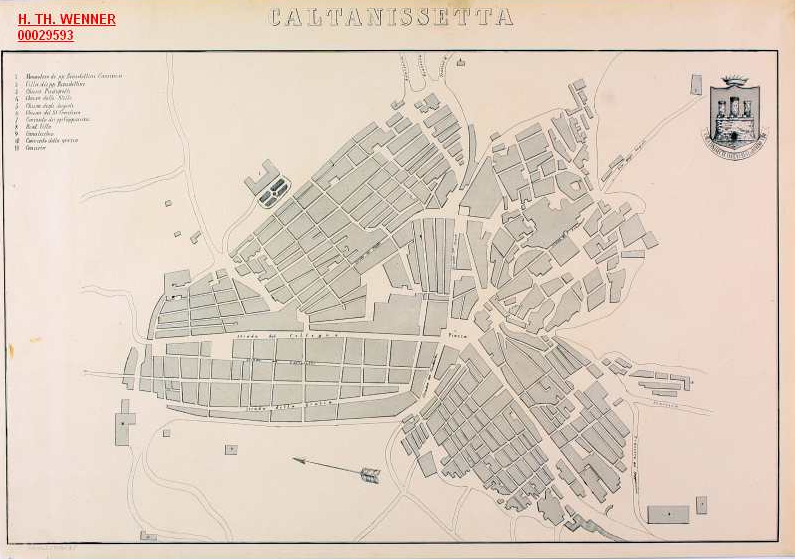
Antica mappa borbonica di Caltanissetta ante unità d'Italia
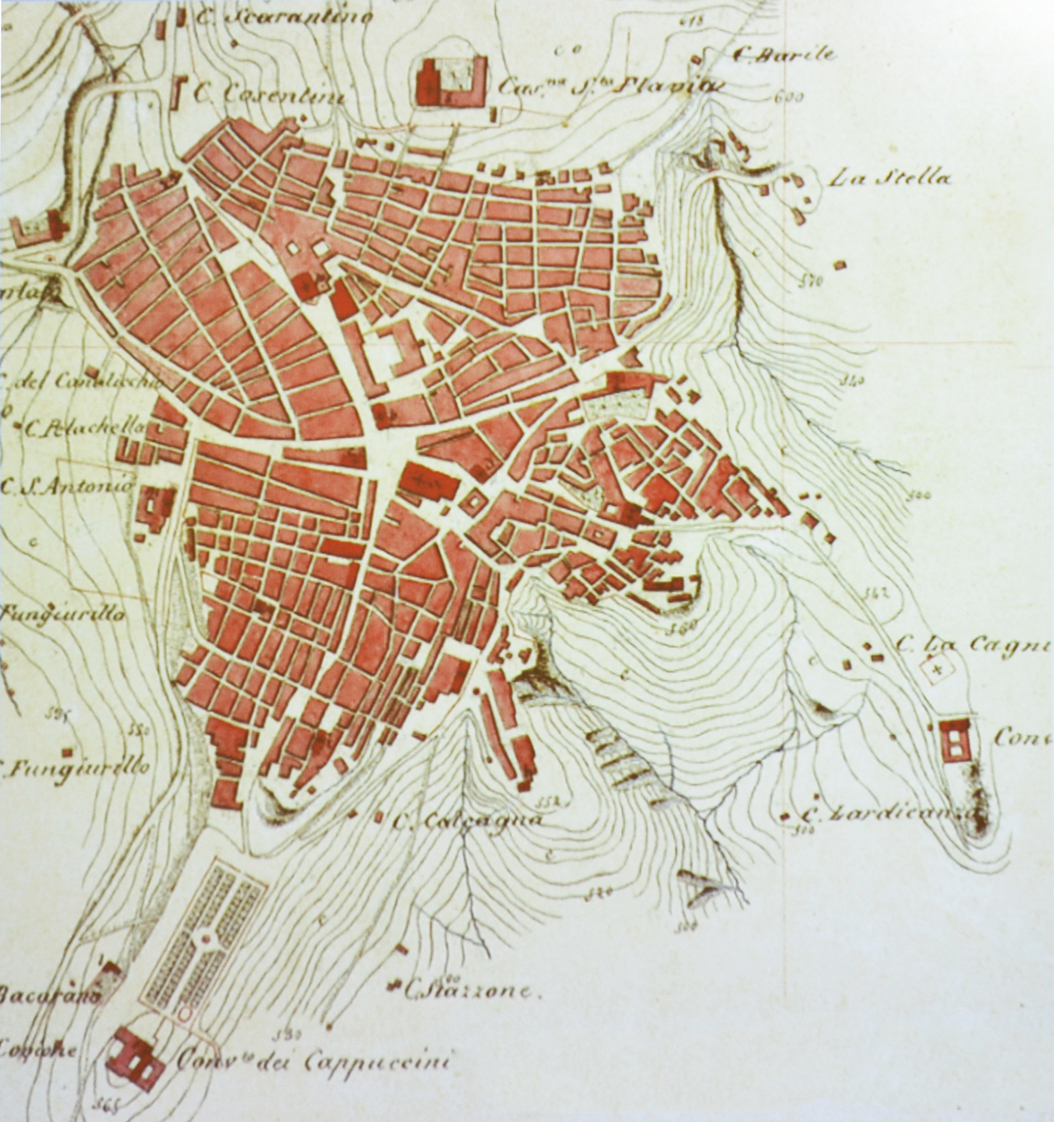
Antica mappa di Caltanissetta inizi 1864